# Parmo

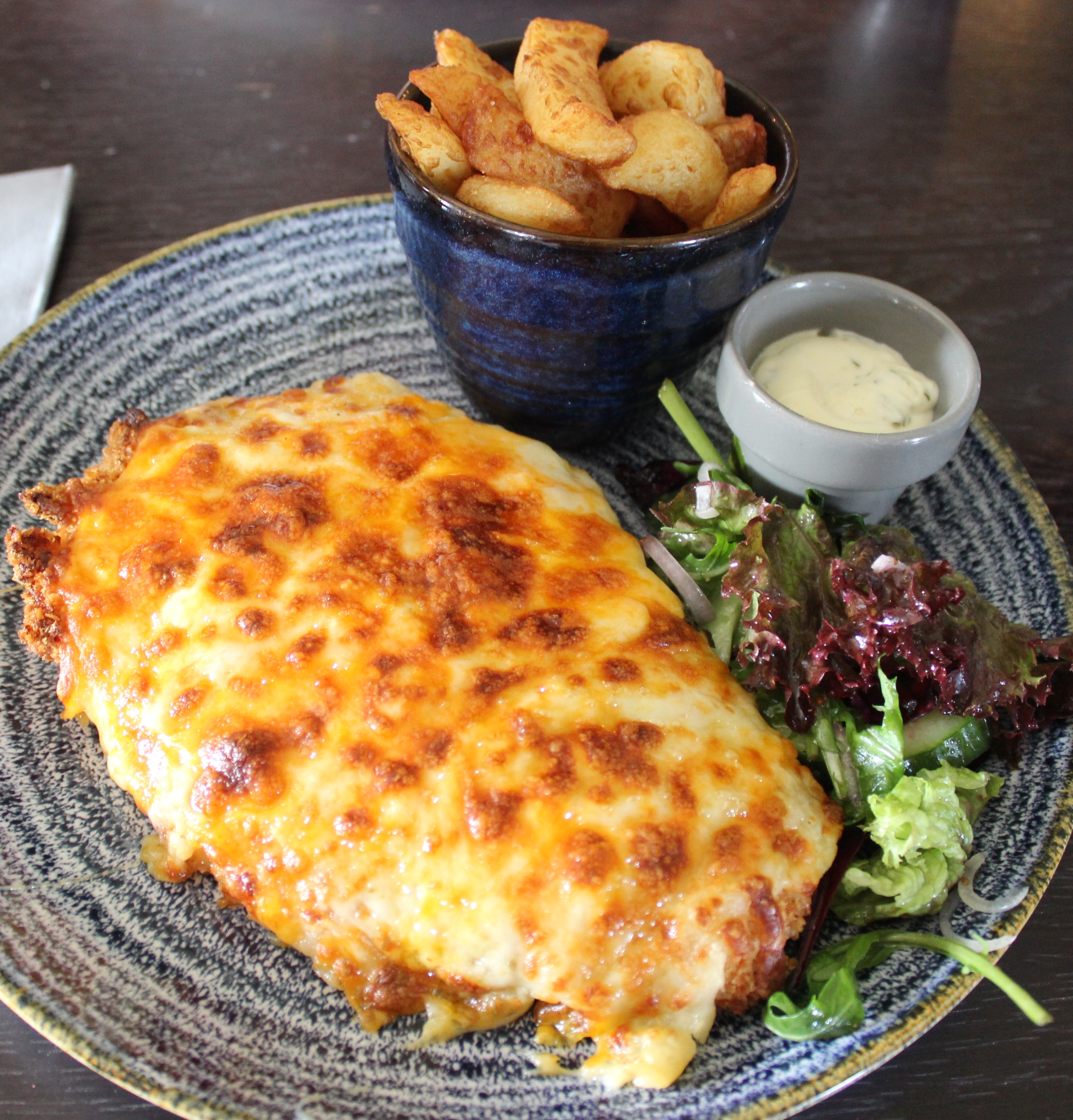
Parmo completo con patatas fritas.

Parmo es un plato de comida rápida servido en los sitios de comida para llevar del Nordeste de Inglaterra. Su nombre es una adaptación de la palabra parmigiana. A pesar de su nombre, no lleva queso parmesano . Es especialmente popular en Middlesbrough, lugar del que es originario. Es muy popular igualmente en Darlington y Hartlepool. Su nombre original era 'Escalope Parmesano', se elaboraba con carne de cerdo o de pollo y se servía en los restaurantes como almuerzo o como 'comida para llevar', acompañado a menudo de patatas fritas y según el gusto del cliente con una ensalada, un coleslaw o creamed cabbage.

## Historia
El Parmo fue creado por Nicos Harris, un chef que ejerció en el ejército de los Estados Unidos durante la Segunda Guerra Mundial. Nicos fue herido en Francia y fue trasladado al Reino Unido para ser tratado en un hospital británico. Eventualmente el hospital fue trasladado a Middlesbrough y al ser licenciado abrió un restaurante en esa localidad en Linthorpe Road, lugar donde creó el Parmo en el The American Grill en 1958. Su hijo, Caramello, continuó la tradición familiar. El Parmo es similar al pollo Parmigiana que comúnmente se sirve en los restaurantes italianos a lo largo del mundo. En 2009, Asda comenzó a comercializar parmos en sus líneas de venta rápida en Teesside. Ellos indicaron que llegaron a vender cerca de 6,000 pollos parmos por semana. Asda es considerada una cadena tradicional de venta de Parmos.

## Características

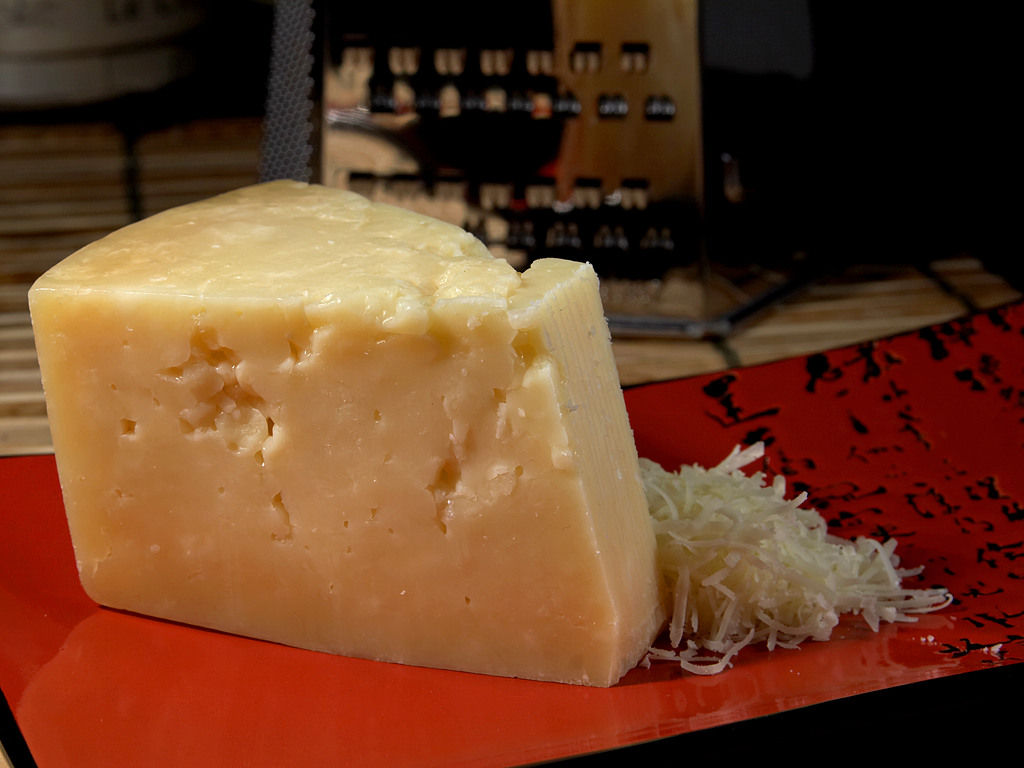
Un queso parmesano, queso que dio el nombre al plato.

La preparación de un Parmo requiere de una pechuga de pollo (o un filete de cerdo) que se empana con yema de huevo y posteriormente se fríe (al igual que una milanesa). En algunas ocasiones se reboza en una salsa bechamel y se introduce en un horno rebozado con queso rallado que puede ser queso cheddar o queso parmesano (en su versión original el Parmos es cubierto con parmesano) y es cocinado en el horno como una pizza. En las tiendas musulmanas es más adecuado el uso de carne de pollo en lugar del cerdo. Cada vez más tiendas emplean pollo procesado en lugar de carne auténtica de pollo. 
El Parmo se sirve generalmente en dos tamaños y la terminología depende del sitio donde se venda, pero suele ser:
- Grande o completo Parmo. Que es considerado el Parmo de gran tamaño.
- Medio o estándar Parmo (conocido como el "parmo para mujeres") es de menor tamaño

Variantes
Existen diversas variante de Parmos los más populares son:
- Parmo Hotshot - De pollo o cerdo, cubierto con queso fundido, pimiento, y mantequilla de ajo y guindillas
- Parmo Kiev - Solo de pollo y cubierto de queso fundido con mantequilla de ajo
- Parmo Italia - De pollo o cerdo, cubierto de queso, mantequilla de ajo y jamón y queso mozzarella
- Meat Feast Parmo - De pollo o cerdo y cubierto de pepperoni, pollo o jamón

Un Parmo se suele servir en una caja de pizza con su acompañamiento de patatas fritas.